# Operace Petr Pan
Operace Petr Pan (španělsky Operación Pedro Pan) byla tajná operace Spojených států amerických z let 1960 až 1962. Cílem operace bylo s pomocí propagandy a hoaxů vyvolat na Kubě paniku, která povede k emigraci dětí do USA. Výsledkem bylo, že během dvou let z Kuby emigrovalo 14 tisíc dětí bez doprovodu rodičů. Operace byla součástí snah USA a CIA o svržení režimu Fidela Castra (viz také operace 40, invaze v zátoce Sviní nebo operace Mongoose). V operaci Petr Pan CIA na Kubě rozšířila poplašnou zprávu, že Castrův režim připravuje zrušit rodinu a bude odnímat děti do společných státních výchovných institucí nazývaných Patria Potestad. Přípravu takových kroků na Kubě ale nic neprokazuje.
Program se skládal ze dvou hlavních složek: hromadné přepravy kubánských dětí letadly do Miami a programů zřízených pro péči o děti po jejich příjezdu. Oba vedl duchovní Bryan O. Walsh z Katolického úřadu pro sociální péči. Operace byla v té době největším exodem nezletilých uprchlíků na západní polokouli. Probíhala tajně z obavy, že by byla vnímána jako politický podnik namířený proti Castrovi.

## Pozadí
V lednu 1959 byla dovršena kubánská revoluce vítězstvím Fidela Castra. Američané jeho revoluci označovali za vítězství komunistů, nicméně kubánská revoluce byla zprvu nacionální, až kvůli nepřátelství USA Kuba v roce 1960 navázala diplomatické vztahy se SSSR. Ovšem Komunistická strana Kuby byla založena až v roce 1965. V roce 1960 Castro z nacionalistických pozic znárodnil kubánské podniky se zahraniční účastí, což vyvolalo první občanskou vlnu emigrace z Kuby do USA. Šlo zejména o příslušníky střední a vyšší třídy, kteří nebyli přímo spojeni s předchozím režimem Fulgencia Batisty. Příznivci Batisty emigrovali ihned po vítězství revoluce. Další vlna emigrace následovala po selhání americké invaze v zátoce Sviní z roku 1961 a po přihlášení se Castra k učení marxismu-leninismu. Téhož roku došlo k uzavření soukromých škol na Kubě. Opět emigrovali zejména příslušníci střední a vyšší třídy. Uzavření soukromých škol navíc vyvolalo v těchto třídách paniku o vzdělávání jejich dětí.
Již v roce 1960 Castrova vláda zahájila nové vzdělávací programy pro děti. Zejména byl vyhlášen boj s negramotností, jehož cílem bylo ji během roku zcela vymýtit. Vedle toho se děti ve školách začaly učit branné povinnosti a ideologicky v nich byla budována zášť k USA. Brzy poté se začaly v různých amerických médiích, například v novinách Miami Herald nebo v časopisu Time, objevovat neověřené zprávy, že Castro chystá zrušit rodinu, odejmout všechny děti a umístit je do státních institucí, kde bude zakázáno náboženství a dojde k jejich komunistické indoktrinaci. Pirátská rádiová stanice Radio Swan, kterou tajně provozovala CIA z ostrova Swan u Hondurasu, také vysílala zprávy o záměru Castra vyslat všechny kubánské děti na převýchovu do Sovětského svazu. K tvrzením nebyly předkládány žádné důkazy. Dezinformace se ale začaly šířit.

## Průběh
Eisenhowerova administrativa oslovila koncem roku 1960 Katolický úřad pro sociální péči, který měl již zkušenosti s imigrací dětí z Maďarska po potlačení povstání z roku 1956, aby vypracovala program pro emigraci a integraci kubánských dětí. Na Kubě se spojkou stala bývalá první dáma Polita Grau a její bratr Ramón Grau Alsina. K emigraci byly využívány struktury katolické církve. Další zapojenou osobou byl James Baker, ředitel Americké školy v Havaně, který měl na starosti logistiku přepravy a vyřizování víz. Duchovní Bryan O. Walsh měl zase zajišťovat dětským uprchlíkům ubytování v Miami a péči. Na Kubě se do operace zapojilo několik členů odboje, kteří šířili mezi rodiči informaci o možnosti zajištění emigrace dětí.
Koncem roku 1960 prezident Eisenhower uvolnil jeden milion dolarů na humanitární pomoc pro uprchlíky z Kuby. V lednu 1961 docházelo do škol v Miami 6500 kubánských dětí, zatímco v září 1962 již 19 000. Většinu emigrantů tvořily již starší děti.
V lednu 1961 došlo k uzavření americké ambasády na Kubě, nicméně operace pokračovala. Místo víz nyní děti dostávaly doporučující dopis od Walshe, který jim umožňoval vstup do USA. Po příjezdu byly děti odeslány do různých speciálně zřízených lokalit pro uprchlíky. Následně byly předány do pěstounské péče. Děti nebylo možné adoptovat.
Operaci se dařilo udržet v tajnosti až do února 1962, kdy clevelandské noviny The Plain Dealer upozornily na problém toulajících se skupin kubánských dětí v zemi. V březnu 1962 noviny Miami Herald napsaly o operaci Petr Pan. Po vypuknutí karibské krize v říjnu 1962 byly přerušeny všechny letecké linky mezi USA a Kubou a tím také skončil přímý transport dětí. Poslední dětští emigranti byli vysíláni letecky do Španělska, které s Kubou ještě drželo diplomatické vztahy. Následně se přesouvaly také do Mexika, odkud vstupovaly do USA, a to až do roku 1965. V roce 1965 zahájily USA program Freedom Flights (španělsky Los vuelos de la libertad), během kterého do roku 1973 letecky emigrovalo kolem 300 tisíc Kubánců, včetně rodin dětských emigrantů z operace Petr Pan. Takto mělo dojít k návratu až 90 % dětí k jejich rodině.
Ministr spravedlnosti Robert F. Kennedy schválil natočení propagandistického filmu o celé operaci. Film The Lost Apple natočil kanadský režisér Cliff Solway. Produkován byl státní agenturou United States Information Agency.

## Následky
Později se začalo spekulovat, že dětská emigrace byla vyvolána CIA. V devadesátých letech 20. století proběhl soud o odtajnění a zveřejnění vládních dokumentů k operaci Petr Pan. Soud ovšem návrh zamítl s odůvodněním, že „se neprokázalo, že by CIA vyvolala evakuaci kubánských dětí“. Navzdory tomu však několik bývalých agentů CIA přiznalo vytváření a distribuci kopií vykonstruovaného zákona Patria Potestad, který uváděl, že revoluční vláda se chystá zrušit rodičovská práva.
Z dětí, které během operace emigrovaly do USA, se v některých případech stali úspěšní hudebníci, podnikatelé, ale také politici a diplomaté. Známým případem je Miguel Bezos, nevlastní otec podnikatele Jeffa Bezose. V jiných případech došlo ovšem také k jejich zneužívání ze strany pěstounů. Někteří emigranti nakonec skončili v opozici vůči zahraničním politikám USA během studené války a přidávali se do radikálních organizací.